# غدد ثديية
الغدة الثديية (بالإنجليزية: Mammary glands) هي غدة خارجية لدى البشر والثدييات الأخرى تنتج الحليب لإطعام الصغار. حصلت الثدييات على اسمها من الكلمة اللاتينية «مامّا»، وتعني ثدي. تترتب الغدد الثديية في أعضاء مثل الثدي عند الرئيسيات (مثل البشر والشمبانزي)، والضرع عند المجترات (مثل الأبقار والماعز والغزلان)، والضرع لدى الحيوانات الأخرى (مثل الكلاب والقطط). قد يحدث إفراز «ثر اللبن»، وهو إنتاج عرضي للحليب من الغدد الثديية، لدى أي حيوان ثديي، ولكن الإرضاع، وهو إنتاج ما يكفي من الحليب لإطعام الصغار، يحدث لدى معظم الثدييات عند الإناث التي حملت صغيرًا خلال الأشهر أو السنوات الماضية فحسب. يُوجّه هذا الإفراز للحليب عبر التوجيه الهرموني من الهرمونات الجنسية. لدى عدد قليل من أنواع الثدييات، من الممكن أن يحدث الإرضاع الذكري. لدى البشر، قد يحدث الإرضاع عند الذكور في ظروف محددة فحسب.
تنقسم الثدييات إلى ثلاث مجموعات: الوحشيات الأولية، والوحشيات البعدية، والوحشيات الحقيقية. في حالة الوحشيات الأولية، لدى كل من الذكور والإناث غدد ثديية وظيفية، لكن تلك الغدد الثديية خالية من الحلمات. تُعد هذه الغدد الثديية غددًا دهنية معدلة. فيما يخص الوحشيات البعدية والوحشيات الحقيقية، تنحصر الغدد الثديية الوظيفية عند الإناث فحسب. يمكن تسمية غددها الثديية أثداء أو ضروعًا. في حالة الثدي، كل غدة ثديية لها حلمة خاصة بها (مثل الغدد الثديية البشرية). في حالة الضرع، تُشكل أزواج الغدد الثديية كتلة واحدة تتدلى منها أكثر من حلمة. فمثلًا، لدى الأبقار والجواميس ضرع واحد له أربع حلمات، ولدى الأغنام والماعز حلمتان بارزتان من الضرع. هذه الغدد الثديية هي غدد عرقية معدلة.

## البنية
المكونات الأساسية للغدة الثديية الناضجة هي الحويصلات (تجاويف مفرغة، يبلغ حجمها بضعة مليمترات)، وهي مبطنة بخلايا نسيج طلائي تفرز الحليب وتحيط بها الخلايا الظهارية العضلية. تتجمع هذه الحويصلات لتشكيل مجموعات تعرف باسم الفصيصات. يحتوي كل فصيص على قناة لبنية تصب في فتحات موجودة في الحلمة. تنقبض الخلايا الظهارية العضلية بتحفيز من الأوكسيتوسين، وتفرز الحليب الذي تخرجه الحويصلات الثديية إلى لمعة الفصيص باتجاه الحلمة. عندما يبدأ الرضيع بالرضاعة، يبدأ «منعكس الإنزال» بوساطة الأوكسيتوسين، ويتم إفراز حليب الأم - وليس مصه - من الغدة إلى فم الطفل.
تُسمى كل الأنسجة التي تفرز الحليب والتي تؤدي إلى قناة لبنية واحدة مجتمعة «غدة ثديية بسيطة». في «الغدة الثديية المعقدة»، تخدم كل الغدد الثديية البسيطة حلمة واحدة. تكون لدى البشر عادةً غدتان ثدييتان معقدتان، غدة في كل ثدي، وتتكون كل غدة ثديية معقدة من 10-20 غدة بسيطة. يُعرف وجود أكثر من حلمتين باسم تعدد الحلمات ووجود أكثر من غدتين ثدييتين معقدتين باسم الأثداء الإضافية.
يتطلب الحفاظ على الشكل المستقطب الصحيح لشجرة القنوات اللبنية مكونًا أساسيًا آخر -الخلايا الظهارية الثديية البينية خارج الخلية (إي سي إم) والتي تشكل لحمة الثدي مع الخلايا الدهنية والخلية الليفية اليافعة والخلايا الالتهابية وغيرها. تحتوي الخلايا الظهارية البينية خارج الخلية للثدي بصورة أساسية على الغشاء القاعدي العضلي الظهاري والنسيج الضام. لا يقتصر دورها على دعم البنية الأساسية للثدي فحسب، بل تعمل أيضًا جسر اتصال بين ظهارة الثدي ومحيطها القريب والبعيد خلال تطور هذا العضو.

### علم الأنسجة
الغدة الثديية هي نوع معين من الغدد المفترزة المتخصصة في تصنيع اللبأ عند الولادة. يمكن اعتبار الغدد الثديية مُفترزة لأنها تُظهر إفرازًا واضحًا. تؤكد العديد من المصادر أن الغدد الثديية هي غدد عرقية معدلة. لا يتفق بعض الباحثين مع ذلك ويرون بدلًا من ذلك أنها في الأصل غدد دهنية.

## الجدول الزمني

### قبل الولادة
يمتاز تطور الغدة الثديية بعملية فريدة، يغزو فيها النسيج الطلائي اللُّحمة. يحدث تطور الغدة الثديية بشكل رئيسي بعد الولادة. خلال فترة البلوغ، يقترن تكوين النُبيب بالتشكل الحيوي المتفرّع الذي يؤسس الشبكة الشجرية الأساسية للقنوات المنبثقة من الحلمة.
من الناحية التطورية، تحدث عمليات إنتاج ظهارة الغدة الثديية وصيانتها باستمرار بفضل الخلايا الظهارية النادرة، والتي يطلق عليها اسم سلف الثدي، ويُعتقد أنها مشتقة من الخلايا الجذعية الموجودة في الأنسجة.
يمكن تقسيم تطور الغدة الثديية الجنينية إلى سلسلة من المراحل المحددة. في البداية، تتكون خطوط الحليب التي تمتد بين الأطراف الأمامية والخلفية بصورة ثنائية على كل جانب من خط الوسط، وذلك في اليوم الجنيني 10.5 (إي 10.5). تحدث المرحلة الثانية في اليوم إي 11.5، عندما يبدأ تكوين اللوحاء على طول خط حليب الثدي. يؤدي هذا في النهاية إلى ظهور الحلمة. أخيرًا، تحدث المرحلة الثالثة في اليوم إي 12.5، وتتضمن غزو الخلايا الموجودة داخل اللوحاء إلى اللحمة المتوسطة، ما يؤدي إلى منشم الثدي.
تُستشعَر الخلايا الجذعية البدائية في الجنين وتزداد أعدادها بصورة مطردة خلال مرحلة النمو.

### النمو
بعد الولادة، تستطيل القنوات الثديية في الوسادة الدهنية الثديية. بعد ذلك، بدءًا من نحو أربعة أسابيع من الولادة، يزداد غزو الأقنية الثديية بصورة ملحوظة لتصل القنوات نحو العقدة الليمفاوية. تتوسع البراعم الطرفية، وهي الهياكل شديدة التكاثر الموجودة في أطراف القنوات الممتدة، وتزداد بصورة كبيرة خلال هذه المرحلة. تمتاز فترة النمو هذه بظهور البراعم النهائية وتستمر حتى عمر 7-8 أسابيع.
بحلول مرحلة البلوغ، يصل غزو القنوات الثديية إلى نهاية الوسادة الدهنية الثديية. في هذه المرحلة، تصبح البراعم الطرفية أقل تكاثرًا ويصغر حجمها. تتشكل الفروع الجانبية من القنوات الأولية وتبدأ في ملء الوسادة الدهنية في الثدي. يتراجع تطور الأقنية مع بلوغ النضج الجنسي ويخضع لدورات وداقية (مقدمات الوداق، والشبق، والهبوب، والهجوع). نتيجة للدورة الوداقية، تخضع الغدة الثديية لتغييرات ديناميكية، إذ تتكاثر الخلايا ثم تتراجع بطريقة منظمة.

### الحمل
خلال فترة الحمل، تخضع أنظمة الأقنية لتكاثر سريع وتشكل بنى حويصلات ثديية داخل الفروع لاستخدامها في إنتاج الحليب. بعد الولادة، يحدث الإرضاع داخل الغدة الثديية. يتضمن الإرضاع إفراز الخلايا اللمعية في الحويصلات للحليب. يؤدي تقلص الخلايا الظهارية العضلية المحيطة بالحويصلات الثديية إلى إخراج الحليب من خلال القنوات إلى الحلمة من أجل الرضيع. عند فطام الرضيع، يتوقف الإرضاع وتنقلب الغدة الثديية على نفسها، وهي عملية تسمى الانكماش. تتضمن هذه العملية انكماشًا محكمًا للخلايا الظهارية للثدي، إذ تبدأ عملية استماتة الخلايا المبرمجة بطريقة مضبوطة، ما يؤدي إلى عودة الغدة الثديية إلى حالة فترة البلوغ.

### بعد سن الإياس
خلال فترة ما بعد انقطاع الطمث، وبسبب انخفاض مستويات هرمون الاستروجين، وبسبب انخفاض مستويات جي إتش وآي جي إف - 1، والتي تقل مع تقدم العمر، تضمر أنسجة الغدد الثديية وتصبح الغدد الثديية أصغر.

## وظيفتها عند الأنسان
تزويد الأطفال بالحليب، كحال باقي الثدييات الأخرى، لتغذيتهم وإكسابهم جزء من المناعة ضد الجراثيم.

## الصور

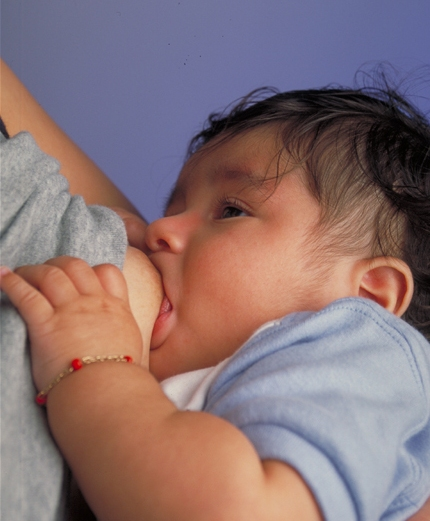
البشر
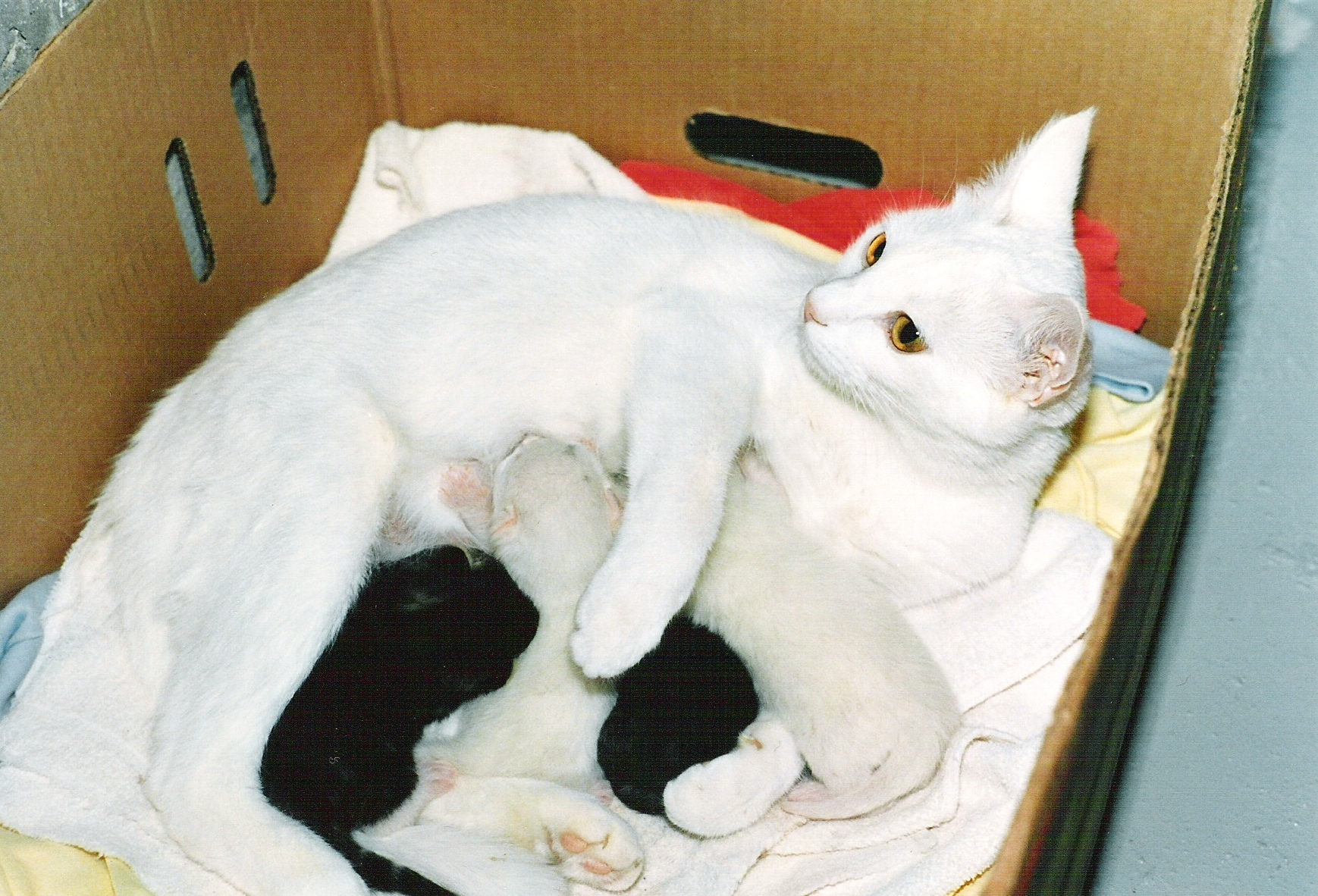
القطط
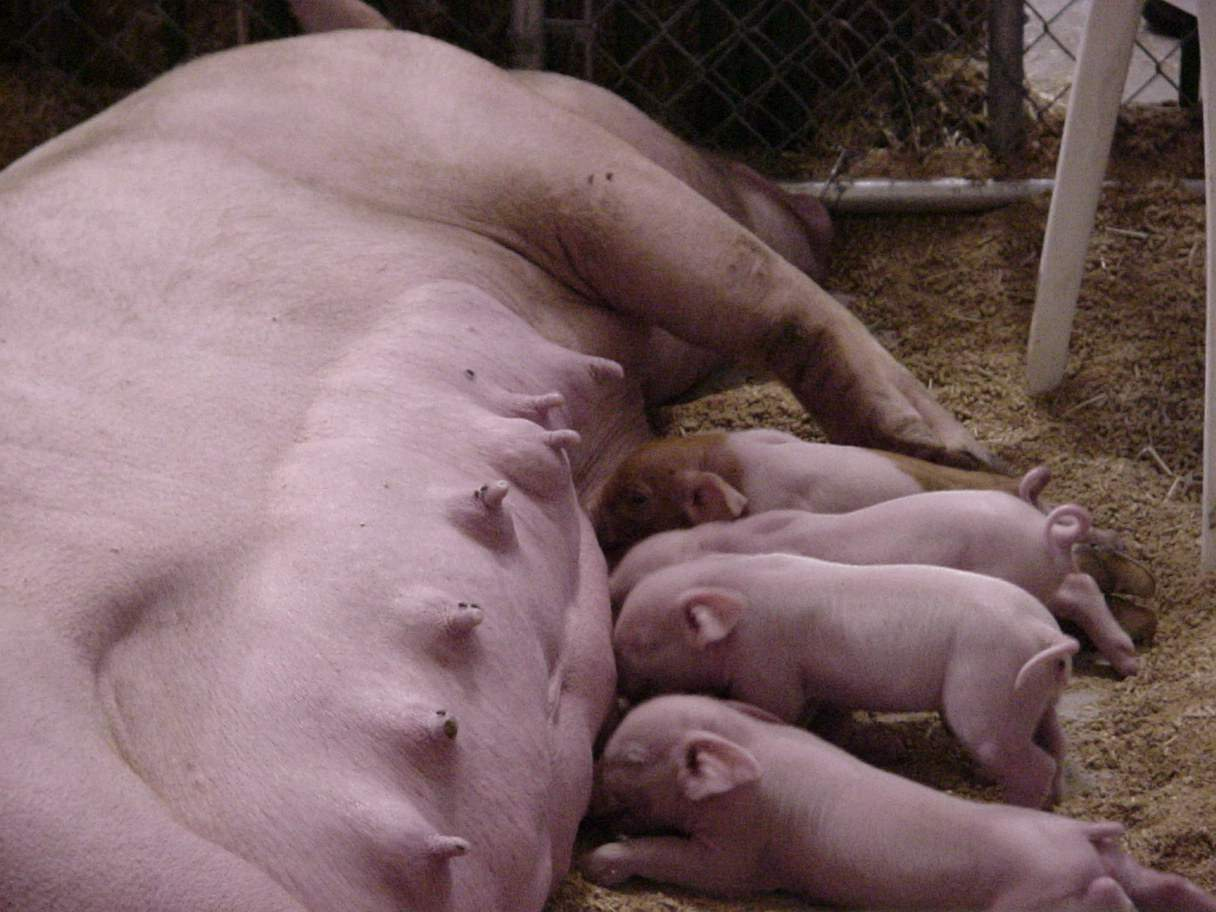
الخنازير
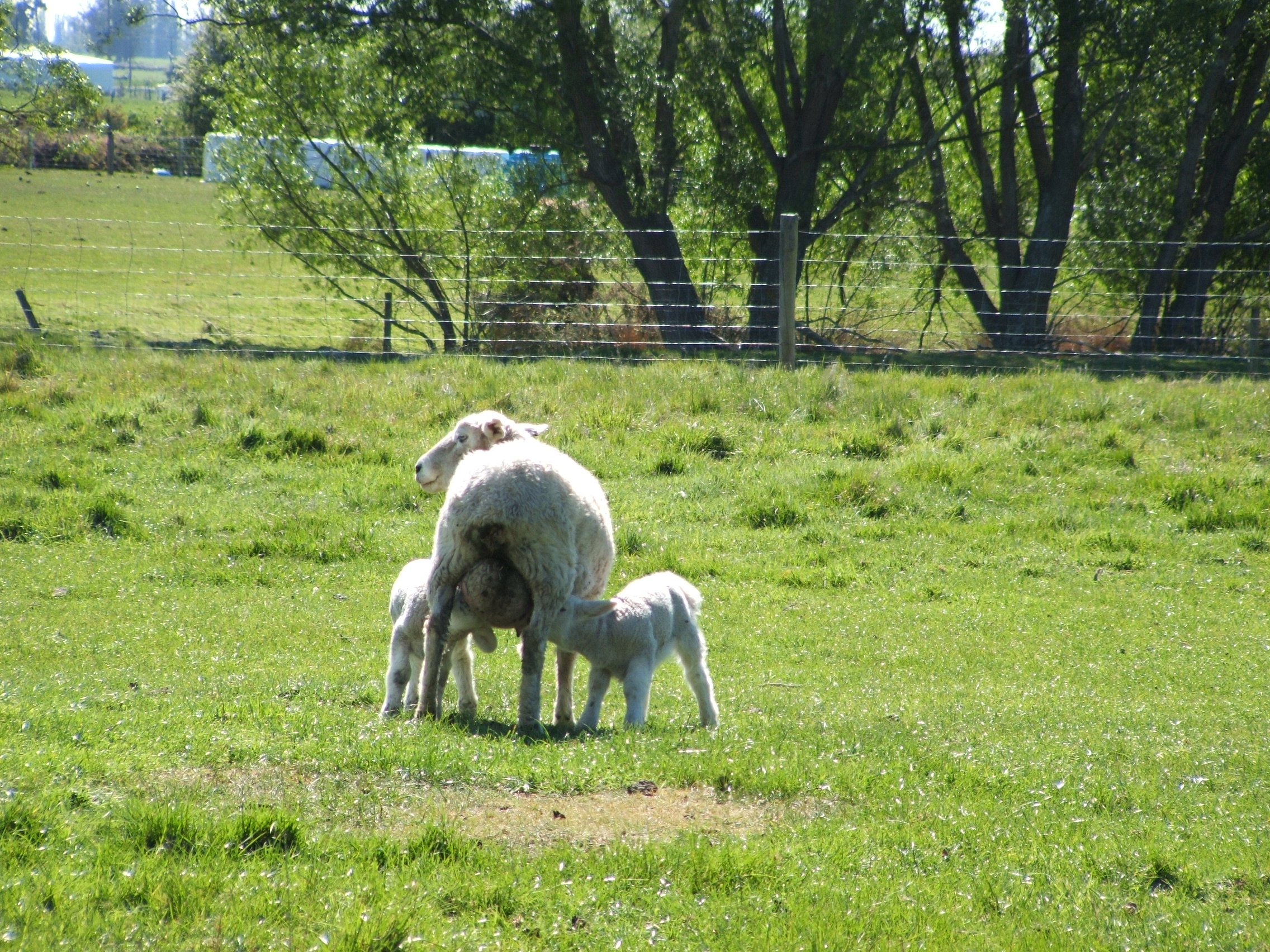
الخرفان
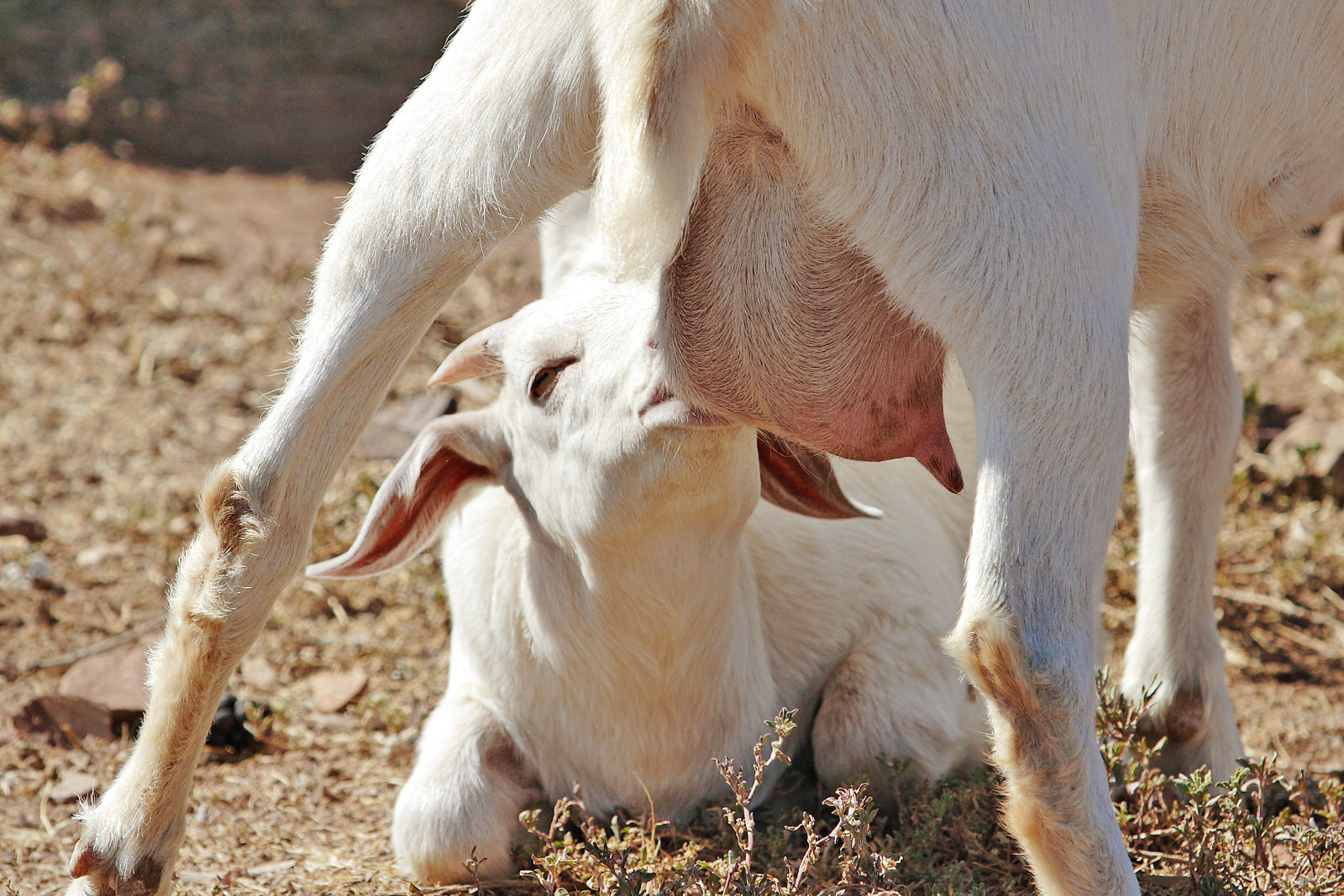
العنز
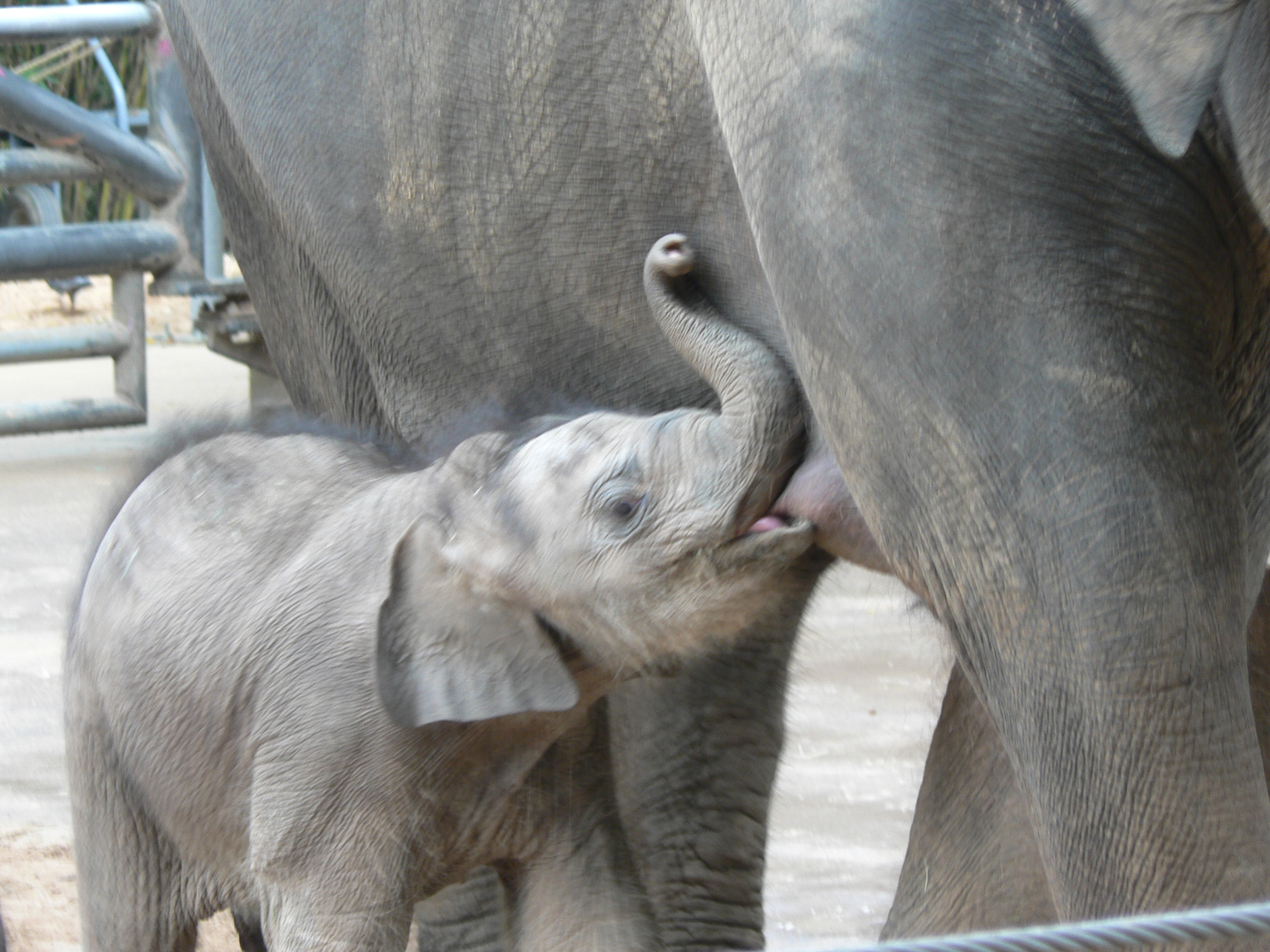
الفيلة

## وصلات خارجية
- Comparative Mammary Gland Anatomy by W. L. Hurley
- On the anatomy of the breast by Sir Astley Paston Cooper (1840). Numerous drawings, in the public domain.